# Durrington, West Sussex
Durrington är en stadsdel i Worthing, i distriktet Worthing, i grevskapet West Sussex, i England. Stadsdelen hade 5 840 invånare år 2021. Durrington var en civil parish fram till 1929 när blev den en del av Worthing. Civil parish hade 1 182 invånare år 1921. Byn nämndes i Domedagsboken (Domesday Book) år 1086, och kallades då Derentune.